# Dr. Mario: Miracle Cure
Dr. Mario: Miracle Cure (lit. "Dr. Mario: Cura de Miracle"), anomenat al Japó Dr. Mario Gyakuten! Tokkōyaku & Saikin Bokumetsu (Dr.MARIO ギャクテン!特効薬 & 細菌撲滅) (lit. "Dr. Mario Reverteix! Plata Bala i Bactericida"), és un videojoc de trencaclosques per a la Nintendo 3DS. Va sortir al Japó el mateix dia que es va anunciar, el 31 de maig de 2015 mitjançant un Nintendo Direct. A Occident, a Hong Kong i a Taiwan va sortir l'11 de juny de 2015.

## Jugabilitat
Com en els altres jocs de Dr. Mario, el jugador ha de desplaçar les megavitamines perquè erradiquin els virus que coincideixen amb el mateix color de la megavitamina.
Com el títol suggereix, en aquest cop és possible utilitzar un ítem anomenat Miracle Cure ("Cura de miracle"), que activa una varietat de càpsules així com alguns poders capaços d'erradicar virus a gran escala.
Una de les majors novetats és la presència del Dr. Luigi, que pot fer servir les seves megavitamines en forma d'"L" per destruir els grups de virus que són dins del tub d'assaig. A més d'això, hi ha un mode de joc on és possible jugar amb la 3DS de costat (com en Brain Training).
A les partides multijugador, és possible activar poders especials per molestar a l'oponent, com per exemple impedint-lo de girar càpsules o desaccerelant el moviment d'aquestes. El mode multijugador per a dos pot ser jugant cooperativament o competitivament a través del Mode Descàrrega, que permet partides simultànies amb només un joc.

## Desenvolupament
Dr. Mario Gyakuten! Tokkōyaku & Saikin Bokumetsu va ser anunciat amb aquest nom per a la Nintendo eShop de Nintendo 3DS el Nintendo Direct del 31 de maig de 2015 dirigit al mercat japonès. Va sortir el mateix dia que es va anunciar, el 31 de maig de 2015. El seu nom en anglès seria Dr. Mario: Miracle Cure, extret de la seva comunitat a Miiverse. El joc ha estat desenvolupat pels mateixos creadors de Dr. Luigi i 3D Classics: Excitebike, Arika.
En el Nintendo Direct Micro que Nintendo of America va organitzar un dia després, es va anunciar amb el nom de Dr. Mario: Miracle Cure i que sortiria, junt amb Europa que ho revelaria mitjançant una notícia al seu web oficial, l'11 de juny. A aquest dia també va sortir a Hong Kong i a Taiwan.
El joc també està disponible al Japó en codis digitals a les botigues dins de cartonets de descàrrega.

## Recepció

### Crítica
El joc té una puntuació de 71 a Metacritic.
Jason Venter de GameSpot li va donar al joc 7 de 10. Va aclamar les transformacions noves a la sèrie i els subseqüents nous puzzles, però hauria preferit que el joc tingués més de 50 puzzles. Venter també va apreciar el retorn del Dr. Luigi i del mode de jugabilitat Virus Buster.

### Vendes
Dr. Mario: Miracle Cure va ser l'aplicació més descarregada de la eShop de 3DS nord-americana el 24 de juny de 2015.